# Renate Damm (Juristin)

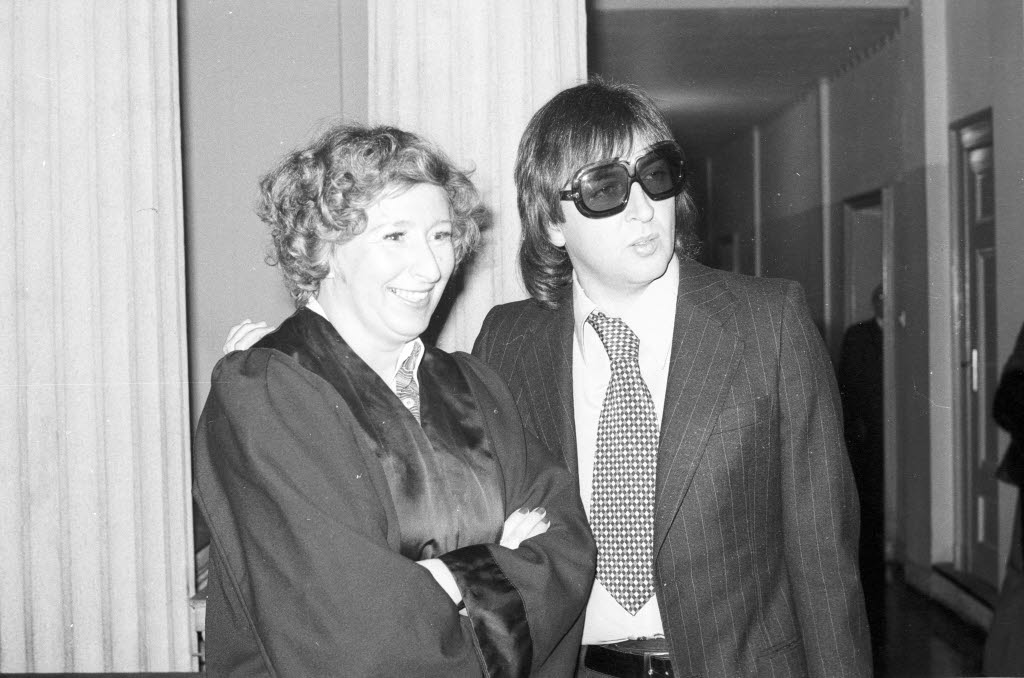
Renate Damm als Verteidigerin mit Mandant vor Gericht in Kiel (1976)

Renate Damm, geborene Schünhoff (* 27. September 1935 in Wandsbek in Preußen; † 7. Juni 2025 in Hamburg), war eine deutsche Juristin und Rechtsanwältin.

## Leben
Renate Schünhoff studierte an der Universität Hamburg Jura. Die juristischen Staatsexamen absolvierte sie 1959 und 1963. Ab 1967 war Renate Damm Leiterin der Stabsabteilung Recht bei der Axel-Springer-Verlag AG in Hamburg, bis sie 1996 zur Bonner Sozietät Redeker Schön Dahs & Sellner wechselte.
Damm erhielt zudem einen Lehrauftrag an der Universität München und war von 1983 bis 1989 1. Vorsitzende des in Hamburg ansässigen Deutschen Juristinnenbunds, und von 1987 bis 1989 stellvertretende Landeschefin der FDP Hamburg. 2000 gründete sie in Hamburg die Kanzlei Damm & Mann, in der sie bis zum Jahr 2022 mit Schwerpunkt Presse-, Arbeits-, Vertrags- und Urheberrecht tätig war.
Renate Damm hatte einen Sohn (Ulrich) und war in zweiter Ehe mit dem Journalisten Hans Ilgmoser verheiratet. Sie starb im Jahr 2025.

## Auszeichnungen
- 1990: Bundesverdienstkreuz 1. Klasse[2]
- 2011: Maria-Otto-Preis[5]

## Veröffentlichungen
- Presserecht im Journalismus von heute. 2. Auflage. 1985.